# Movimiento por la Amnistía y Derechos Fundamentales
El Movimiento por la Amnistía y Derechos Fundamentales (MOVADEF) fue una organización política peruana de extrema izquierda cuya base ideológica era el Pensamiento Gonzalo. Fue fundada como parte de la "amnistía general" planteada por Abimael Guzmán y estaba liderada por Alfredo Crespo. Al igual que Sendero Luminoso en su época de mayor actividad, el MOVADEF contaba con bases y aliados en el extranjero. Fue legalmente disuelto por decisión judicial en 2024. 

## Programa
Bajo el Pensamiento Gonzalo y solicitando la liberación de cabecillas senderistas presos, el MOVADEF tenía como líneas programáticas:
- Nueva constitución
- Defensa de los "derechos fundamentales y del pueblo"
- Revisión de "los contratos con las empresas monopólicas" y defensa de recursos naturales
- "Tierra para el que lo trabaja"
- "Libertad política. Contra la criminalización de las luchas populares y contra la política persecutoria"
- Defensa de la nación, soberanía e integridad territorial
- "Solución política, amnistía general y reconciliación nacional"
- "Por el respeto a los derechos del pueblo..."

El periodista César Hildebrandt señaló en su seminario de 2012 que el público del partido emergente es joven, debido a que ellos no conocen los crímenes perpetrados bajo ese pensamiento.

## Historia

### Antecedentes
En 2006, tras la condena a Abimael Guzmán, líder de Sendero Luminoso, a cadena perpetua, se plantea una nueva estrategia denominada "amnistía general" para la participación política de adherentes senderistas. De esta forma, se plantea la creación de diversas organizaciones políticas y sociales siendo una de ellas el Movimiento por la Amnistía y Derechos Fundamentales (MOVADEF).
Para financiar la creación del MOVADEF, se dispuso de un monto de más de 100 mil soles entregados en el año 2008 por Florindo Flores Hala, "Camarada Artemio" y líder de Sendero Luminoso en el Alto Huallaga.

### Plan de Construcción del Partido
En 2008, se dispone del "Plan de Construcción del Partido". Dicho plan tenía como uno de sus objetivos trabajar "por el Mov[imiento] pro-amnistía" como parte del trabajo de masas, además de construir organismos generados "en mujeres, jóvenes y maestros y sentando bases en obreros, campesinos y barrios". Este trabajo se tenía que realizar basándose en la Nueva Facción Roja (NFR) "en medio de la lucha de clases de las masas y así servir a la II Reconst[itución] en función del II congreso [de Sendero Luminoso]".
Para la construcción de organismos generados se detectó las problemáticas de la población. De esta forma, aprovechando las falencias y/o ausencias del Estado, se constituían comités, a cargo de un organizador perteneciente al MOVADEF. Dichos comités, luego, se vinculaban con vasos de leche y comedores populares.

### Creación
En septiembre de 2009, durante la presentación del libro de Abimael Guzmán De puño y letra, se hizo pública la creación del movimiento. El anuncio fue realizado por Alfredo Crespo, abogado de Guzmán.
 

En noviembre del 2009, en el distrito de San Martín de Porres, Manuel Fajardo, abogado junto a Crespo de Guzmán, convocó a una reunión. Como producto de dicha reunión, y en concordancia con reuniones pasadas, se crea el MOVADEF bajo los siguientes principios:
2. Se guía, según acuerdo, por el marxismo-leninismo-maoísmo, pensamiento gonzalo.
3. Es un organismo político con carácter de frente único que sirve a la clase, al pueblo y a la nación peruana.
4. Actúa como instrumento de lucha política en el proceso de democratización que el pueblo demanda y la sociedad en su conjunto necesita, enarbolando los derechos fundamentales y solución política, amnistía general y reconciliación nacional.

5. Se guía por el centralismo democrático...
Aquel mismo mes, con presencia de Crespo, se adquirió un kit electoral para recolectar firmas en planillas con el objetivo de inscribir al MOVADEF como partido político ante el Jurado Nacional de Elecciones (JNE).

### I Congreso del MOVADEF
En 2010, se llevó a cabo el 27 de noviembre del año 2010 en Surquillo y culminó el 7 de enero del 2011. En dicho congreso se decidió que la juventud debía tener una mayor participación en el MOVADEF. Además, se eligieron los candidatos que iban a participar en las elecciones generales del 2011, se decidió optar por otros símbolos en vez de la hoz y el martillo representativo de Sendero Luminoso y se justificó los actos realizados por Sendero Luminoso. Además, por votación, se conformó el Comité Ejecutivo Nacional del MOVADEF siendo Manuel Fajardo el Secretario General y Alfredo Crespo el Subsecretario General.

### Intento de inscripción como partido político
En marzo del 2011, Carlos Gamero, personero legal del MOVADEF, solicitó la inscripción del MOVADEF adjuntado más de 350 mil firmas. Su solicitud, sin embargo, fue negada. Ante esto, sacaron un documento donde manifestaban que "desde nuestra aparición fuimos objeto de estigmatización y desprestigio, tildándonos de 'terroristas', 'organismo de fachada del terrorismo', imputaciones que rechazamos, pues, no hemos sido, no somos, ni nunca seremos terroristas".

### II Congreso del MOVADEF
En agosto del 2012 se dio inicio al II Congreso del MOVADEF. Al II congreso participaron comités de Áncash, Junín, Puno, Ayacucho, Lambayeque, Piura y Arequipa; dichos comités estaban conformados por estudiantes, docentes pertenecientes al CONARE-SUTEP y excarcelados por terrorismo. El congreso se caracterizó por ser de carácter "sistematizador y académico".

## Radiodifusión
La organización produjo en 2012 un canal de Youtube sobre temas políticos bajo la conducción de jóvenes menores de 30 años.

## Disolución
En 2024, el Poder Judicial ordenó la disolución de la organización política al resolver que se trata de una agrupación «fachada» de Sendero Luminoso.